# Vendég a háznál, öröm a háznál
A Vendég a háznál, öröm a háznál a Süsü, a sárkány című bábfilmsorozat negyedik epizódja. A forgatókönyvet Csukás István írta.

## Cselekmény
Süsüt befogadták az emberek: szorgalmas házisárkány vált belőle. Jó híre eljutott az országhatáron túlra is. Petrence, a szomszéd király meg is üzeni: szeretné látni Süsüt, kőtörés közben...

## Alkotók
- Írta: Csukás István
- Dramaturg: Takács Vera
- Rendezte: Szabó Attila
- Zenéjét szerezte: Bergendy István
- Zenei rendező: Victor Máté, Oroszlán Gábor
- Operatőr: Abonyi Antal
- Segédoperatőr: Sárközi András
- Hangmérnök: Tóbel Béla
- Vágó: Balázsi Zsuzsa
- Báb- és díszlettervező: Lévai Sándor
- Grafikus: Gaál Éva
- Díszletépítő: Czövek János, Pugris Sándor
- Kellék: Szabó Zsuzsa
- Fővilágosító: Tréfás Imre
- Színes technika: Szabó László
- Felvételvezető: Bánhalmi Anna
- Pirotechnika: Varsányi Attila
- Rendezőasszisztens: Östör Zsuzsa, Réti Kata
- Fényképezte: Lippai Ágnes
- Gyártásvezető: Singer Dezső

- A bábok és díszletek az MTV díszletgyártó üzemének műhelyeiben készültek
- Készítette a Magyar Televízió

## Szereplők
- Süsü: Bodrogi Gyula
- Király: Sztankay István
- Királyné: Hűvösvölgyi Ildikó
- Kiskirályfi: Meixler Ildikó
- Öreg király: Csákányi László
- Kancellár: Kaló Flórián
- Dadus: Tábori Nóra
- Írnok: Haumann Péter
- Hadvezér: Balázs Péter
- I. Zsoldos (vörös szakállú): Horkai János
- II. Zsoldos (fekete szakállú): Zenthe Ferenc
- Pék: Usztics Mátyás
- Kocsmáros: Képessy József
- Borbély: Szombathy Gyula
- I. Favágó (bajszos): Soós Lajos
- II. Favágó (borostás): Horváth József
- II. Kőfejtő (borostás): Horváth Pál
- Postás holló: Verebély Iván
- Petrence király: Vajda László
- Petrence király kancellárja: Velenczey István
- További szereplők: Balogh Klári, Bathó László, Csepeli Péter, Györkös Kató, Horváth Károly, Kaszás László, Koffler Gizi, Kovács Enikő, Papp Ágnes, Simándi József, Soós Lajos, Varanyi Lajos
- Közreműködik: Astra Bábegyüttes, Bergendy együttes

## Betétdalok
- Én vagyok a híres egyfejű (főcím) – Előadja: Bodrogi Gyula, Bergendy együttes
- Meghajlás, féljegyzés... – Előadja: Kaló Flórián, Haumann Péter
- Mint a szellő, járd a táncot... – Előadja: Kaló Flórián, Haumann Péter, Sztankay István, Hűvösvölgyi Ildikó, Meixler Ildikó, Tábori Nóra, Csákányi László, Balázs Péter
- Sárgarépa, laboda... – Előadja: Balázs Péter, Horkai János, Zenthe Ferenc
- Sárgarépa, laboda... (repríz) – Előadja: Bergendy együttes
- Mint a szellő, járd a táncot... (repríz) – Előadja: Bergendy együttes
- Mint a szellő, járd a táncot.../Sárgarépa, laboda... (1. variáció) – Előadja: Bodrogi Gyula
- Mint a szellő, járd a táncot.../Sárgarépa, laboda... (2. variáció) – Előadja: Bodrogi Gyula, Vajda László
- Végefőcím – Előadja: Bodrogi Gyula, Vajda László, Kaló Flórián, Velenczey István, Sztankay István, Bergendy együttes

## Hangjáték
Ebből az epizódból hangjáték is készült az 1986. április 26-án megjelent Süsü 3.: Vendég a háznál, öröm a háznál / Süsü, a pesztra című nagylemezben a Hungaroton hanglemezgyártó vállalat jóvoltából, ami pár év alatt aranylemez lett.
Alkotók:
- Írta: Csukás István
- Zenéjét szerezte: Bergendy István
- Rendezte: Szabó Attila
- Hangmérnök: Horváth János
- Zenei rendező: Oroszlán Gábor
- Asszisztens: Csepeli Péter
- Felvételvezető: Dabasi Péter

Szereposztás:
- Süsü: Bodrogi Gyula
- Holló: Verebély Iván
- Öreg király: Csákányi László
- Kancellár I.: Kaló Flórián
- Király: Sztankay István
- Írnok: Mikó István
- Borbély: Szombathy Gyula
- Zsoldos I.: Zenthe Ferenc
- Zsoldos II.: Horkai János
- Pék: Usztics Mátyás
- Favágó I.: Márkus Ferenc
- Favágó II.: Horváth József
- Királyné: Hűvösvölgyi Ildikó
- Dada: Tábori Nóra
- Kiskirályfi: Meixler Ildikó
- Hadvezér: Balázs Péter
- Kancellár II.: Velenczey István
- Petrence: Vajda László

Közreműködik a Bergendy Szalonzenekar és a Zajbrigád.